# اقتصاد إسبانيا
اقتصاد إسبانيا هو الثالث عشر على مستوى العالم من حيث إجمالي الناتج المحلي الاسمي، كما يعد واحدًا من أكبر اقتصادات العالم من خلال تعادل القوة الشرائية. إسبانيا عضو في كل من الاتحاد الأوروبي ومنظمة التعاون الاقتصادي والتنمية ومنظمة التجارة العالمية وتمتلك اقتصاد رأسمالي مختلط.
يعد الاقتصاد الأسباني (بناءً على إحصاءات الناتج المحلي الإجمالي الاسمي) خامس أكبر اقتصاد في أوروبا بعد ألمانيا والمملكة المتحدة وإيطاليا وفرنسا والرابع في منطقة اليورو. في عام 2012 كانت إسبانيا المصدر الثاني عشر في العالم والمستورد السادس عشر.
أدرجت إسبانيا في المرتبة 25 في قائمة الدول حسب مؤشر التنمية البشرية الصادرة عن الأمم المتحدة وفي المركز 28 في قائمة الدول حسب الناتج المحلي الإجمالي للفرد الصادرة عن البنك الدولي، وبالتالي فقد صنفت كاقتصاد مرتفع الدخل وبين البلدان ذات التنمية البشرية العالية للغاية. وفقًا لصحيفة الإيكونومست، تتمتع إسبانيا بأعلى 10 جودة حياة في العالم.
في أعقاب الأزمة المالية في 2007-2008، دخل الاقتصاد الإسباني في الركود، ودخل في دورة من الأداء السلبي للاقتصاد الكلي. مقارنة بالاتحاد الأوروبي والولايات المتحدة. في المتوسط، دخل الاقتصاد الإسباني الركود في وقت لاحق (كان الاقتصاد لا يزال ينمو بحلول عام 2008)، لكنه بقي هناك لفترة أطول. انعكس الازدهار الاقتصادي في الألفية الثانية، تاركاً أكثر من ربع القوى العاملة في إسبانيا عاطلة عن العمل بحلول عام 2012. بشكل إجمالي، انخفض إجمالي الناتج المحلي الإسباني بنسبة 9٪ تقريبًا خلال الفترة 2009-2013.
بدأ الوضع الاقتصادي يتحسن بحلول 2013-2014. خلال ذلك الوقت، تمكنت البلاد من عكس العجز التجاري القياسي الذي تراكم خلال سنوات الطفرة  حيث حقق فائضًا تجاريًا في عام 2013 بعد ثلاثة عقود من العجز التجاري. استمر الفائض في التعزيز خلال عامي 2014 و2015.
في عام 2015، نما الناتج المحلي الإجمالي الإسباني بنسبة 3.2 ٪، وهو معدل لم نشهده منذ عام 2007، قبل اندلاع الأزمة؛  كان معدل النمو هذا الأعلى بين اقتصادات الاتحاد الأوروبي الأكبر في ذلك العام. في غضون عامين فقط (2014-2015)، استعاد الاقتصاد الأسباني 85٪ من الناتج المحلي الإجمالي المفقود خلال فترة الركود 2009-2013،  مما جعل بعض المحللين الدوليين يشيرون إلى الانتعاش الحالي في إسبانيا على أنه «عرض لجهود الإصلاح الهيكلي».
تم تسجيل نمو قوي في الناتج المحلي الإجمالي أيضًا خلال عام 2016، حيث نمت البلاد بمعدل أسرع مرتين من متوسط منطقة اليورو. في هذا الصدد، من المتوقع أن يظل الاقتصاد الأسباني هو الاقتصاد الرئيسي الأفضل أداءًا في منطقة اليورو أيضًا في عام 2017. انخفض معدل البطالة في إسبانيا بشكل كبير من 2013 إلى 2017، على الرغم من أن معدل البطالة الحقيقي أقل بكثير، حيث يوجد تقدير لملايين الأشخاص الذين يعملون في السوق الرمادية، والذين يعتبرون عاطلين عن العمل أو غير نشطين ولكنهم لا يزالون يؤدون وظائف. الناتج المحلي الإجمالي الإسباني الحقيقي أكبر أيضًا بنحو 20٪، حيث يتحرك الاقتصاد السري سنويًا بمقدار 190.000 مليون يورو (224.200 مليون دولار أمريكي). من أي دولة أوروبية ذات الدخل المرتفع، تتمتع إيطاليا واليونان فقط باقتصاد تحت الأرض أكثر من إسبانيا، لذلك تتمتع إسبانيا بقوة شرائية أكبر ومعامل GINI أصغر. طلبت إسبانيا بسبب أزمة خطيبة مساعدة مثل غيرها من البلدان المتعثرة مثل اليونان إلى الاتحاد الأوروبي من قبل آلية الاستقرار الأوروبي. بسبب الأزمة الأخيرة في السنوات الأخيرة، يعيش 10.2 مليون شخص في إسبانيا تحت خط الفقر المطلق، أي ما يعادل معدل الفقر البالغ 22.3 في المائة. وهذا يجعل إسبانيا ثالث دولة في الاتحاد الأوروبي تتمتع بأعلى مستويات عدم المساواة.

## التاريخ

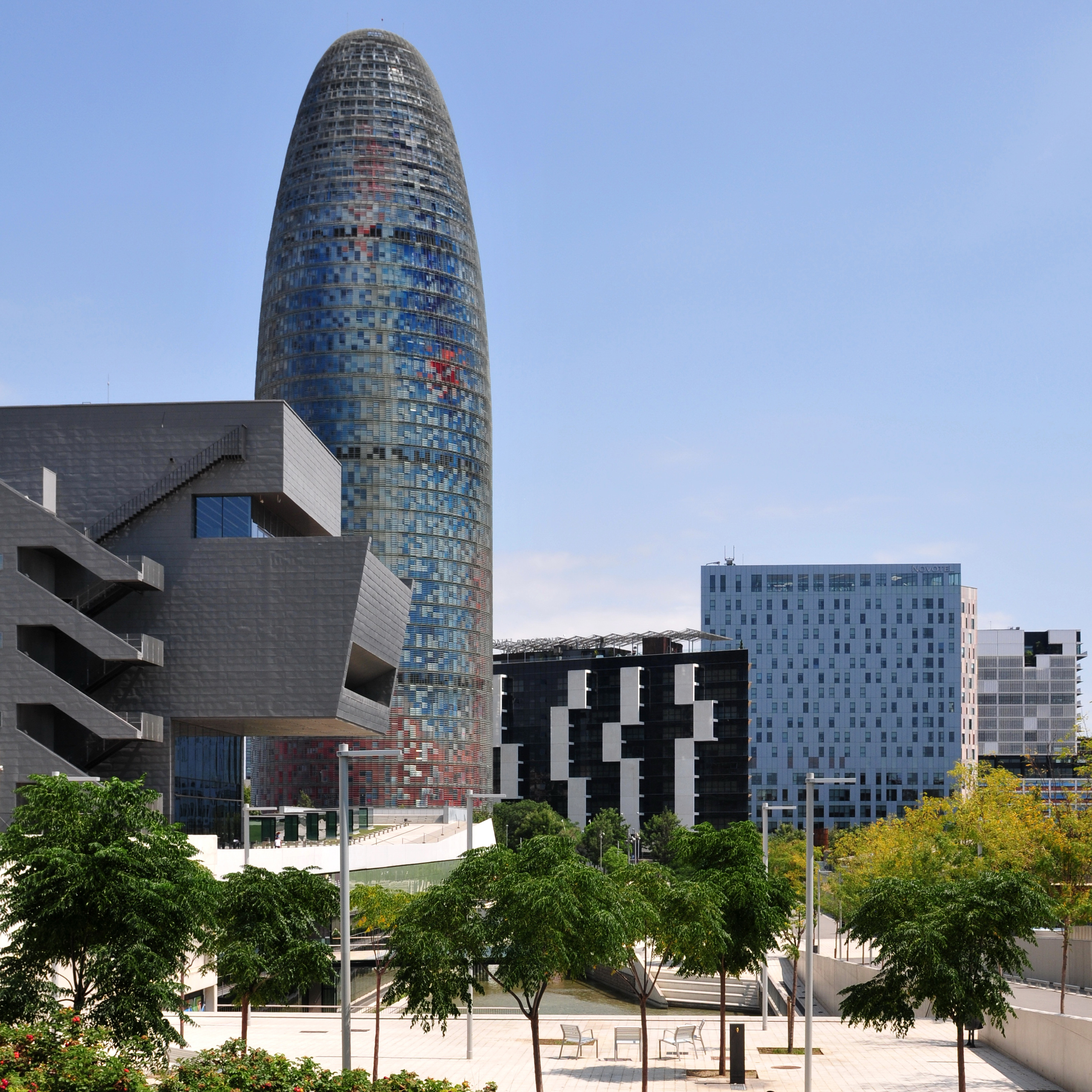
توري أغبار، برشلونة

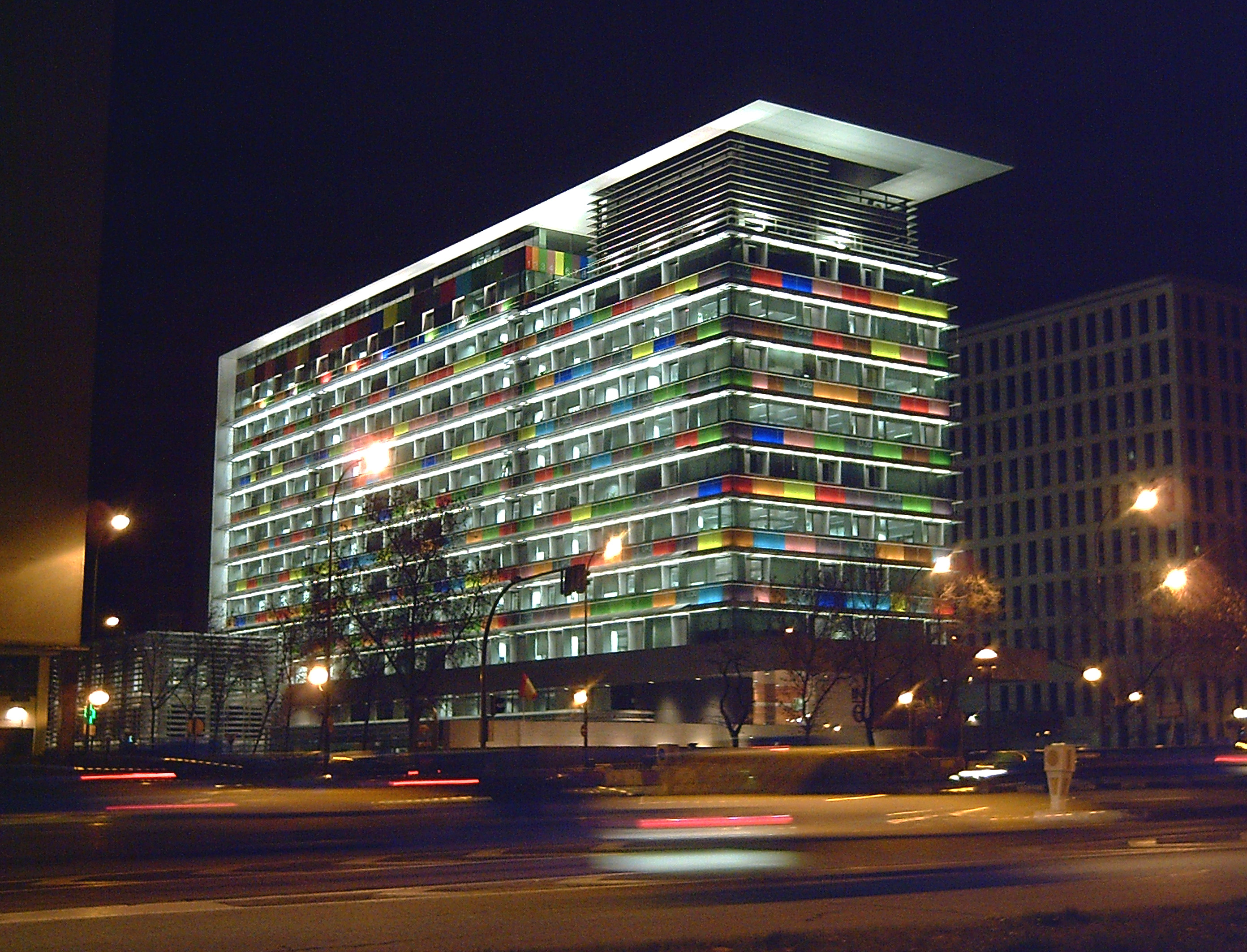
مقر المعهد الوطني للإحصاء في اسبانيا

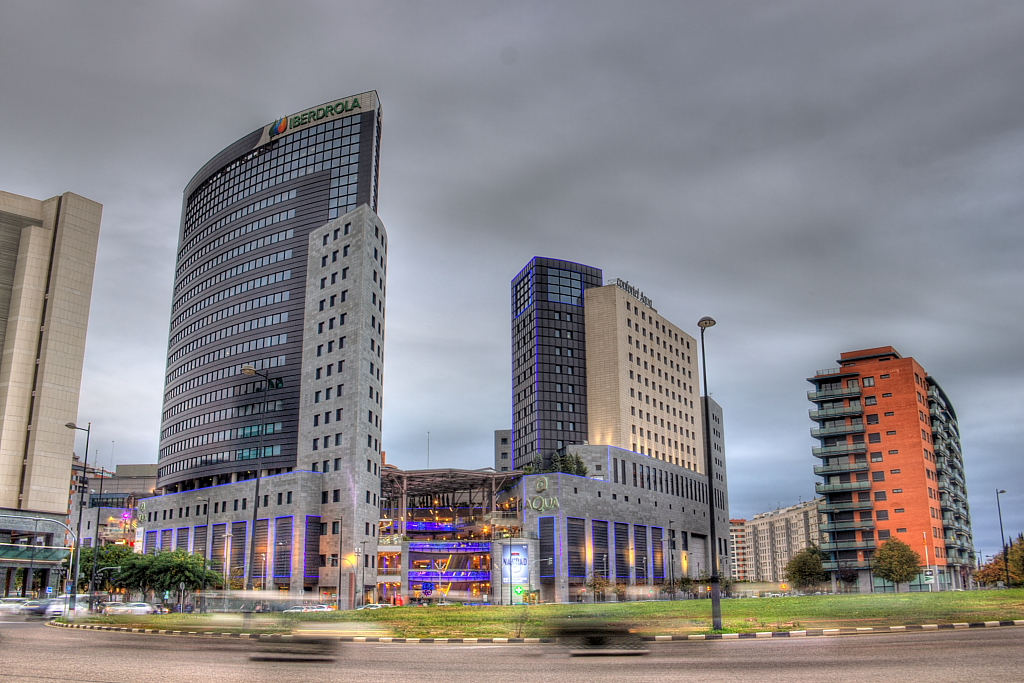
الحي المالي في فالنسيا

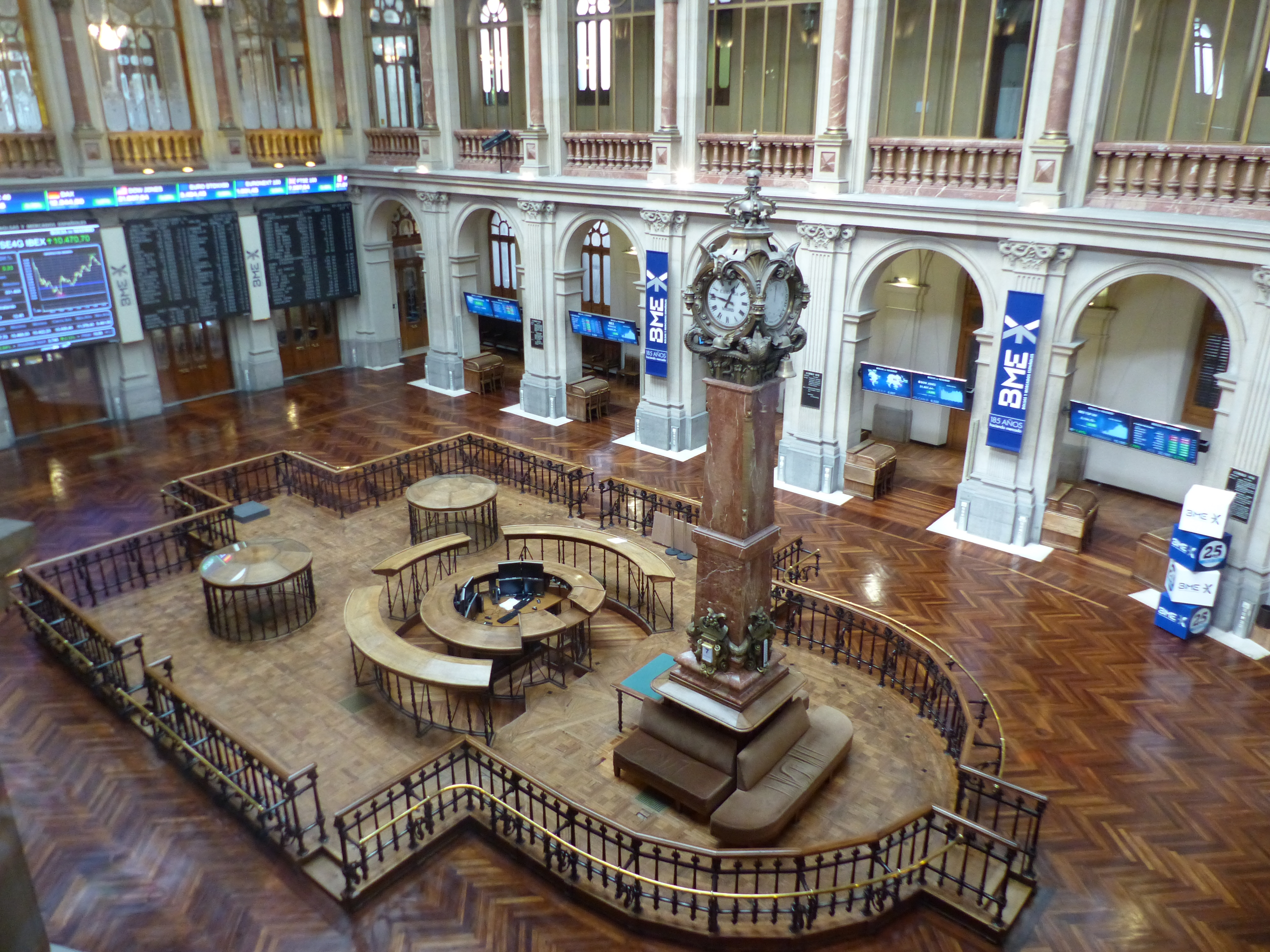
بورصة مدريد، الأكبر والأكثر دولية في إسبانيا

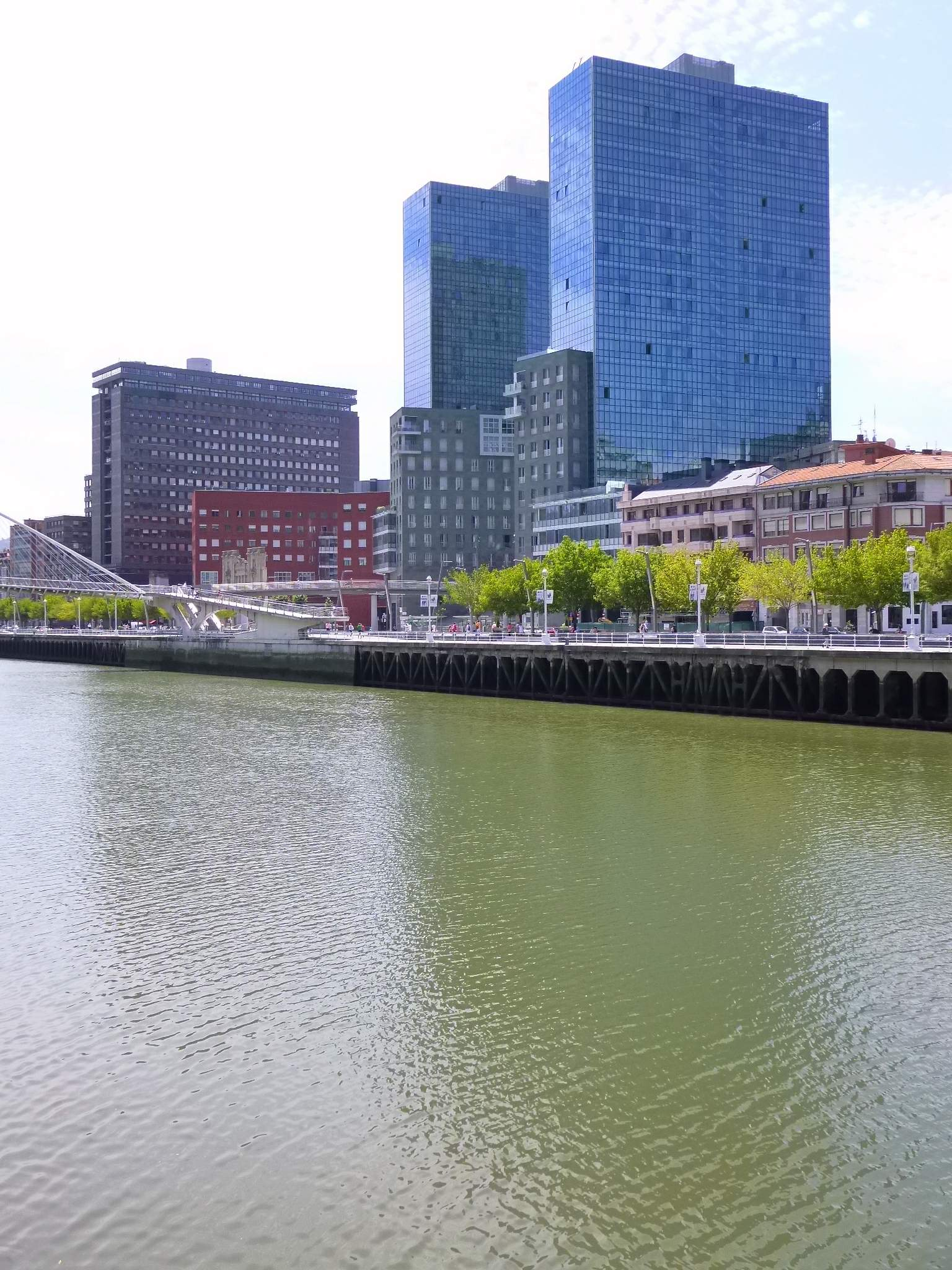
بلباو (إقليم الباسك)

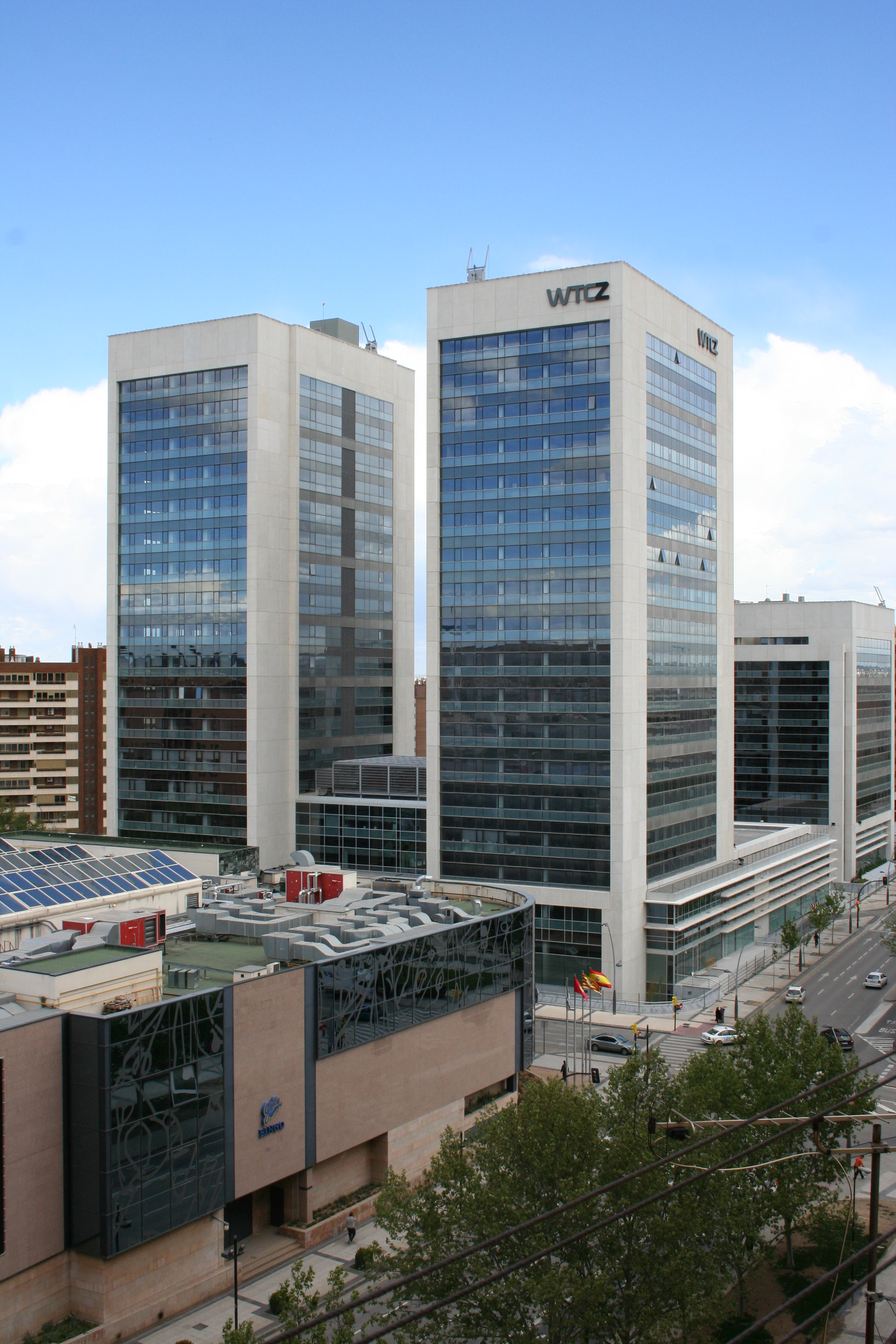
مركز التجارة العالمي سرقسطة (أراغون)

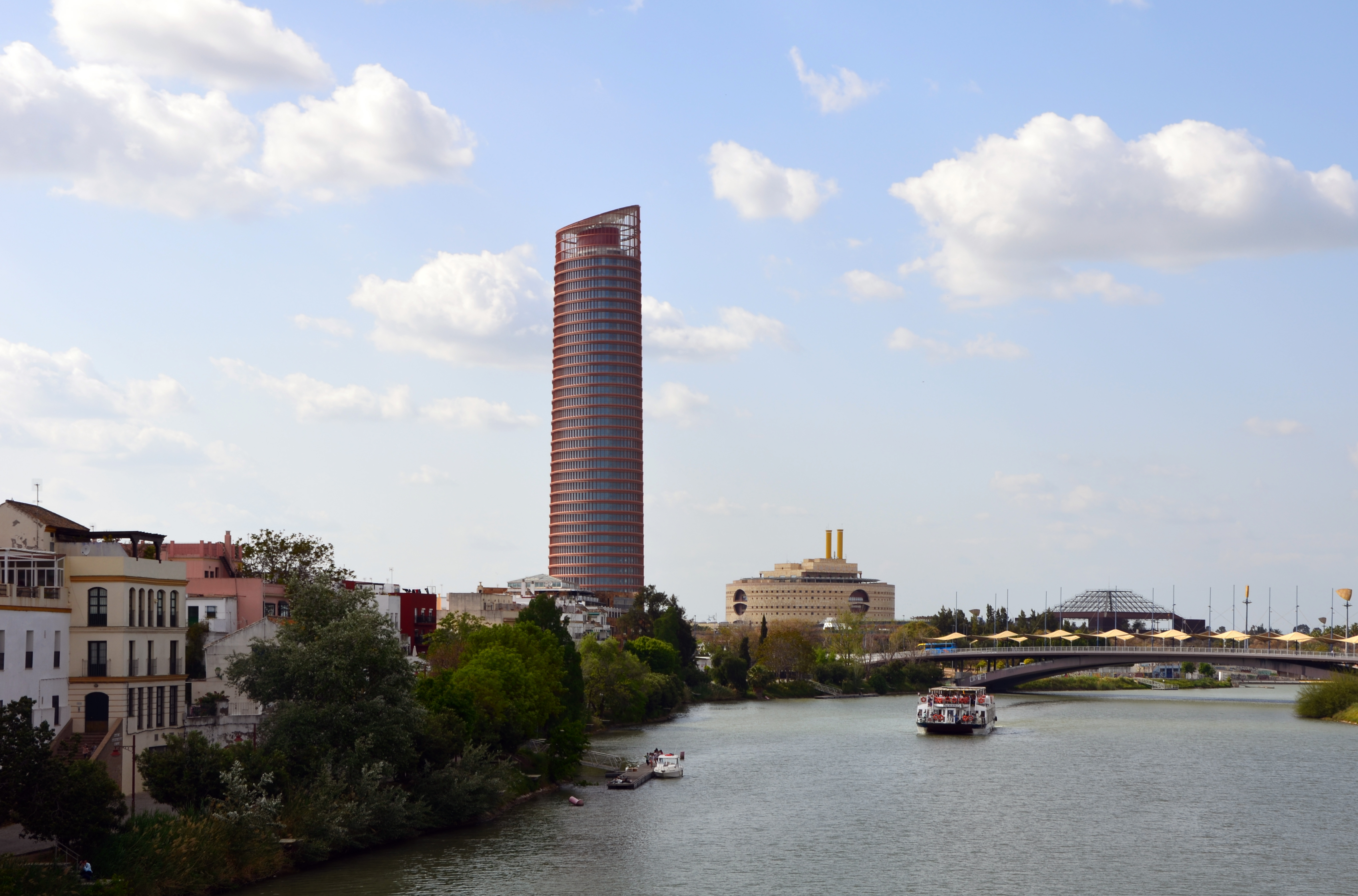
برج إشبيلية (إشبيلية) (الأندلس)

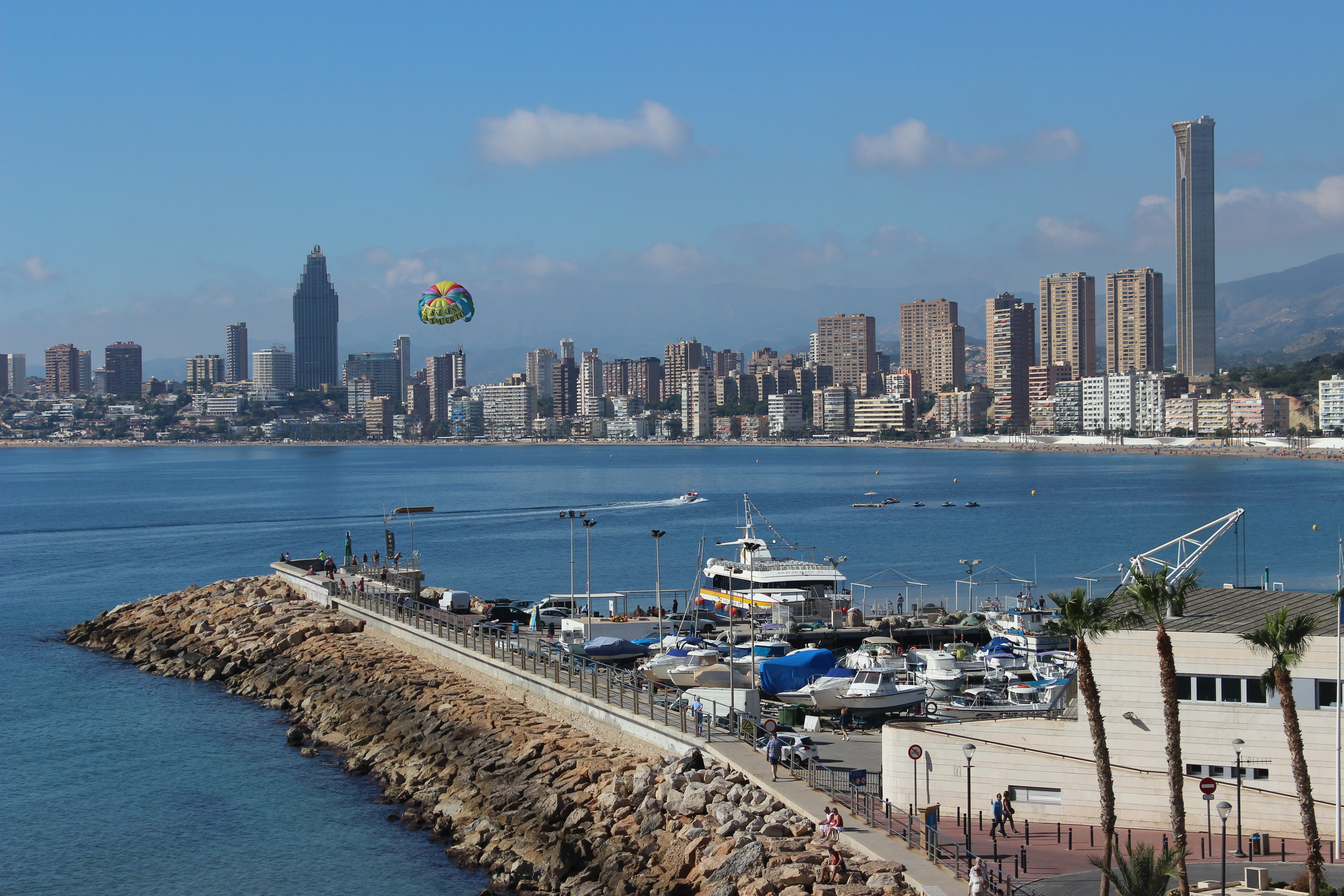
بينيدورم، مقصد سياحي شهير

عندما انضمت إسبانيا إلى الاتحاد الأوروبي في عام 1986 كان نصيب الفرد من الناتج المحلي الإجمالي حوالي 72 ٪ من متوسط عضوها.
في النصف الثاني من التسعينيات، عملت حكومة يمين الوسط لرئيس الوزراء السابق خوسيه ماريا أثنار بنجاح للحصول على قبول في مجموعة الدول التي أطلقت اليورو في عام 1999. نظرًا لتطورها الاقتصادي وتوسعات الاتحاد الأوروبي التي يصل عدد أعضائها إلى 28 عضوًا، حققت إسبانيا بحلول عام 2007 نصيب الفرد من الناتج المحلي الإجمالي بنسبة 105٪ من متوسط الاتحاد الأوروبي، مما جعلها متقدمة قليلاً على إيطاليا (103٪). تم إدراج ثلاث مناطق في مجموعة الاتحاد الأوروبي الرائدة التي تتجاوز 125٪ من متوسط نصيب الفرد من إجمالي الناتج المحلي: بلد الباسك يتصدر مدريد ونافاري. وفقًا لحسابات صحيفة Die Welt الألمانية، كان الاقتصاد الإسباني في طريقه للتغلب على بلدان مثل ألمانيا في دخل الفرد بحلول عام 2011. بلغت نسبة البطالة 7.6٪ في شهر أكتوبر 2006، وهي نسبة مقارنة بشكل إيجابي بالعديد من الدول الأوروبية الأخرى، وخاصة مع أوائل التسعينيات عندما بلغت 20٪.
تشمل نقاط الضعف الدائمة في الاقتصاد الإسباني ارتفاع معدل التضخم،  اقتصاد كبير تحت الأرض،  ونظام تعليمي، إلى جانب المملكة المتحدة والولايات المتحدة، والتي تفيد منظمة التعاون الاقتصادي والتنمية بوضعها بين أفقر الدول المتقدمة.
كان النمو خلال الفترة من 1997 إلى 2007 بقيادة فقاعة عقارية تغذيها معدلات فائدة منخفضة تاريخياً، ومعدلات هائلة من الاستثمارات الأجنبية (خلال تلك الفترة أصبحت إسبانيا مفضلة لبنوك الاستثمار الأوروبية الأخرى) وارتفاع كبير في الهجرة. في ذروته في عام 2007، توسعت البناء إلى 16 ٪ من إجمالي الناتج المحلي الإجمالي للبلد و12 ٪ من إجمالي العمالة. خلال تلك الفترة، تراكمت إسبانيا عجزًا تجاريًا هائلاً، بتمويل من تدفقات رأس المال - بما في ذلك الاستثمار في المضاربة على المدى القصير - تم توجيهه في الغالب إلى الاستهلاك والممتلكات بدلاً من الأصول الثابتة طويلة الأجل مثل مصانع التصنيع وما شابه.
كان الجانب السلبي للطفرة العقارية ارتفاعا مماثلا في مستويات الديون الشخصية. نظرًا لأن أصحاب المنازل المحتملين قد كافحوا من أجل تلبية أسعار الطلب، فإن متوسط مستوى ديون الأسر تضاعف ثلاث مرات في أقل من عقد. هذا وضع ضغطًا كبيرًا على الفئات ذات الدخل المنخفض إلى المتوسط؛ بحلول عام 2005، نما متوسط نسبة المديونية إلى الدخل إلى 125 ٪، ويرجع ذلك في المقام الأول إلى الرهون العقارية وقت الطفرة باهظة الثمن التي غالبا ما تتجاوز الآن قيمة العقار.
استمر التقدم الملحوظ حتى أوائل عام 2008، عندما انفجرت "الأزمة المالية العالمية" فقاعة العقارات في إسبانيا.
توقعت المفوضية الأوروبية توقع أن تدخل إسبانيا الركود العالمي في أواخر عام 2000 بحلول نهاية عام 2008. في ذلك الوقت، نُقل عن وزير الاقتصاد الأسباني قوله: «تواجه إسبانيا أعمق ركود في نصف قرن»  توقعت الحكومة الإسبانية ارتفاع معدل البطالة إلى 16٪ في عام 2009. وتوقع مدرسة الأعمال ESADE 20 ٪.
بحلول عام 2017، انخفض نصيب الفرد من الناتج المحلي الإجمالي لإسبانيا إلى 95 ٪ من متوسط الاتحاد الأوروبي.

## الأزمة الاقتصادية والمالية
استمرت إسبانيا في طريق النمو الاقتصادي عندما تغير الحزب الحاكم في عام 2004، حيث حافظ على نمو قوي للناتج المحلي الإجمالي خلال الولاية الأولى لرئيس الوزراء خوسيه لويس رودريغيز زاباتيرو، على الرغم من أن بعض المشاكل الأساسية في الاقتصاد الإسباني أصبحت واضحة. من بين هذه، وفقًا لصحيفة فاينانشيال تايمز، كان العجز التجاري المتنامي بسرعة في إسبانيا، والذي وصل إلى 10٪ من الناتج المحلي الإجمالي للبلاد بحلول صيف عام 2008،  «فقدان القدرة التنافسية ضد شركائها التجاريين الرئيسيين»، وأيضًا، كجزء من هذا الأخير، معدل التضخم الذي كان تقليدياً أعلى من أحد شركائه الأوروبيين، تأثر في ذلك الوقت بشكل خاص بارتفاع أسعار المنازل بنسبة 150٪ عن عام 1998 وتزايد مديونية الأسرة (115٪) المرتبطة بشكل رئيسي ريال مدريد الازدهار العقاري وارتفاع أسعار النفط.
في عام 2011، وصل العجز إلى مستوى مرتفع بلغ 8.5 ٪. لعام 2016، هدف العجز للحكومة هو حوالي 4 ٪، وهبط إلى 2.9 ٪ لعام 2017. طلبت المفوضية الأوروبية 3.9 ٪ لعام 2016 و2.5 ٪ لعام 2017.
كانت توقعات نمو الناتج المحلي الإجمالي الرسمي للحكومة الإسبانية لعام 2008 في أبريل 2.3 ٪. تم تعديل هذا الرقم على التوالي من قبل وزارة الاقتصاد الإسبانية إلى 1.6. تقدر الدراسات الاستعادية التي أجراها معظم خبراء التنبؤ المستقلين أن المعدل انخفض فعليًا إلى 0.8٪ بدلاً من ذلك،  وهو أقل بكثير من معدلات النمو السنوي القوية البالغة 3٪ بالإضافة إلى معدلات نمو الناتج المحلي الإجمالي خلال العقد 1997-2007. ثم، خلال الربع الثالث من عام 2008، تقلص الناتج المحلي الإجمالي الوطني للمرة الأولى منذ 15 عامًا، وفي فبراير 2009، تم التأكيد على أن إسبانيا، إلى جانب الاقتصاديات الأوروبية الأخرى، دخلت رسميًا في الركود.
في يوليو 2009، أدى صندوق النقد الدولي إلى تفاقم تقديرات انكماش إسبانيا لعام 2009، إلى ناقص 4 ٪ من الناتج المحلي الإجمالي لهذا العام (بالقرب من المتوسط الأوروبي البالغ ناقص 4.6 ٪)، إلى جانب ذلك، فقد قدر انكماش الاقتصاد الإسباني بنسبة 0.8 ٪ أخرى لعام 2010.

### ازدهار الممتلكات وتمثال نصفي (2003-2014)
أدى تبني اليورو في عام 2002 إلى انخفاض أسعار الفائدة على المدى الطويل، مما أدى إلى زيادة في قروض الرهن العقاري التي قفزت بأكثر من أربعة أضعاف من عام 2000 إلى قمة عام 2010. تسارع النمو في سوق العقارات الإسبانية، الذي بدأ في عام 1997، وفي غضون سنوات قليلة تطورت إلى فقاعة عقارية، ممولة إلى حد كبير من قبل البنوك الإقليمية، المعروفة باسم «كاجاس»، والتي هي بنوك الادخار الإقليمية تحت إشراف الحكومات الإقليمية، والتي تغذيها معدلات الفائدة المنخفضة تاريخيا والنمو الهائل للهجرة. كان هذا الاقتصاد مدفوعًا لهذا الاقتصاد، حيث كان يُنسب إليه الفضل في تجنب معدل النمو الصفري الفعلي لبعض أكبر شركائه في الاتحاد الأوروبي في الأشهر التي سبقت الركود العالمي الكبير.
خلق الاقتصاد الإسباني أكثر من نصف الوظائف الجديدة في الاتحاد الأوروبي على مدار السنوات الخمس المنتهية في 2005. في الجزء العلوي من الطفرة العقارية، كانت إسبانيا تبني منازل أكثر من ألمانيا وفرنسا والمملكة المتحدة مجتمعة. ارتفعت أسعار المنازل بنسبة 71 ٪ بين عامي 2003 و2008 ، جنبا إلى جنب مع انفجار الائتمان.
لقد انفجرت الفقاعة عام 2008، مما تسبب في انهيار قطاعي العقارات والبناء في إسبانيا، مما تسبب في تسريح جماعي للعمال، وانهيار الطلب المحلي على السلع والخدمات. البطالة ارتفعت.
في البداية، تجنبت البنوك والخدمات المالية في إسبانيا الأزمة المبكرة لنظيراتها الدولية. ومع ذلك، ومع تعمق الركود وتراجع أسعار العقارات، أجبرت الديون المعدومة المتزايدة لبنوك الادخار الإقليمية الأصغر، " كاجاس"، تدخل البنك المركزي والحكومة في إسبانيا من خلال برنامج لتحقيق الاستقرار والتوحيد، واستولت أو دمج "الكاجاس الإقليمية " " وأخيرا تلقي خطة إنقاذ بنك من البنك المركزي الأوروبي في عام 2012 تهدف بشكل خاص للأعمال المصرفية و" كاجاس "على وجه الخصوص.
بعد ذروة عام 2008، انخفضت أسعار المنازل بنسبة 31 ٪، قبل أن تصل إلى القاع في أواخر عام 2014.

#### الانتعاش العقاري
بحلول عام 2017، بعد عدة أشهر من ارتفاع الأسعار، بدأ أصحاب المنازل الذين كانوا يستأجرون خلال الركود الاقتصادي في إعادة عقاراتهم إلى سوق المبيعات. في هذا الصدد، من المتوقع أن تعود مبيعات المنازل في عام 2017 إلى مستوى ما قبل الأزمة (2008).
بشكل عام، يشهد سوق العقارات الإسبانية طفرة جديدة، هذه المرة في قطاع الإيجار. من بين 50 مقاطعة ومقارنة بشهر مايو 2007، سجل المعهد الوطني للإحصاء مستويات أعلى للإيجارات في 48 مقاطعة، مع تضخم الإيجار المتراكم الأكثر 10 سكانًا بين 5٪ و15٪ منذ عام 2007  هذه الظاهرة أكثر وضوحًا في المدن الكبيرة مثل برشلونة أو مدريد، التي تشهد أسعارًا قياسية قياسية جديدة، مدفوعة جزئيًا بالإيجارات قصيرة الأجل للسياح.

### أزمة الديون الأوروبية
في الأسابيع الأولى من عام 2010، انتشر القلق المتجدد بشأن المستويات المفرطة للديون في بعض دول الاتحاد الأوروبي، وبشكل أعم، حول صحة اليورو من أيرلندا واليونان إلى البرتغال، وبدرجة أقل في إسبانيا.

إسبانيا جزء من اتحاد نقدي، ومنطقة اليورو (الأزرق الداكن)، وسوق الاتحاد الأوروبي الموحدة.

أوصى العديد من الاقتصاديين بمجموعة من السياسات للسيطرة على ارتفاع الدين العام الناجم عن الانهيار الركودي لعائدات الضرائب، والجمع بين تدابير التقشف الصارمة والضرائب المرتفعة. ذهب بعض صانعي السياسة الألمان إلى حد القول إن عمليات الإنقاذ في حالات الطوارئ يجب أن تشمل عقوبات قاسية على متلقي مساعدات الاتحاد الأوروبي مثل اليونان. وقد لوحظ أن ميزانية الحكومة الإسبانية كانت في فائض في السنوات التي سبقت مباشرة الأزمة المالية العالمية وأن ديونها لم تعتبر مفرطة.
في بداية عام 2010، كان الدين العام لإسبانيا كنسبة مئوية من الناتج المحلي الإجمالي لا يزال أقل من دين بريطانيا أو فرنسا أو ألمانيا. ومع ذلك، أشار المعلقون إلى أن الانتعاش في إسبانيا كان هشًا، وأن الدين العام كان ينمو بسرعة، وأن البنوك الإقليمية المتعثرة قد تحتاج إلى عمليات إنقاذ كبيرة، وآفاق النمو ضعيفة، وبالتالي الحد من الإيرادات وأن الحكومة المركزية لديها سيطرة محدودة على إنفاق المنطقة الحكومات. في ظل هيكل المسؤوليات الحكومية المشتركة التي تطورت منذ عام 1975، تم إرجاع الكثير من المسؤولية عن الإنفاق إلى المناطق. وجدت الحكومة المركزية نفسها في موقف صعب من محاولة الحصول على دعم لخفض الإنفاق غير الشعبي من الحكومات الإقليمية المتمردة.
في 23 مايو 2010، أعلنت الحكومة عن مزيد من الإجراءات التقشفية، لتوحيد الخطط الطموحة التي أعلنت في يناير.
اعتبارًا من سبتمبر 2011، سجلت البنوك الإسبانية ارتفاعًا قياسيًا بلغ 142 مليار يورو من السندات الوطنية الإسبانية. من المرجح أن تتم تغطية مزادات السندات لشهر ديسمبر 2011 وفقًا لـ JPMorgan Chase.
حتى الربع الثاني من عام 2012، سُمح للبنوك الإسبانية بالإبلاغ عن الأصول العقارية ذات السعر الأعلى غير السوقي من قبل المنظمين. يجب أن يكون المستثمرون الذين اشتروا هذه البنوك على دراية. لا يمكن بيع المنازل الإسبانية بالقيمة الدفترية للأرض بعد أن ظلت شاغرة على مدار سنوات.

### أزمة العمالة
على الرغم من أن الحجم الهائل للاقتصاد السري في إسبانيا يخفي إلى حد ما الوضع الحقيقي، إلا أن العمالة تمثل ضعفًا طويل الأجل للاقتصاد الأسباني. بحلول عام 2014، كان معدل البطالة الهيكلية يقدر بنحو 18 ٪.
بعد الانتهاء من التحسينات الكبيرة خلال النصف الثاني من التسعينيات وخلال 2000، حققت إسبانيا في عام 2007 معدل بطالة منخفض قياسي، بحوالي 8 ٪،  مع وجود مناطق قليلة على وشك العمالة الكاملة. ثم عانت إسبانيا من نكسة حادة منذ أكتوبر 2008، عندما شهدت ارتفاع معدل البطالة إلى مستويات 1996. خلال الفترة من أكتوبر 2007 إلى أكتوبر 2008، فاق ارتفاع معدل البطالة ارتفاع الأزمة الاقتصادية السابقة، بما في ذلك عام 1993. على وجه الخصوص، خلال شهر أكتوبر 2008، عانت إسبانيا من أسوأ ارتفاع للبطالة سجلته على الإطلاق.
بحلول يوليو 2009، كانت قد تخلت عن 1.2 مليون وظيفة في عام واحد. كانت الصناعات الضخمة المرتبطة بالبناء والإسكان تسهم بشكل كبير في ارتفاع أعداد البطالة. منذ عام 2009، بدأ الآلاف من المهاجرين المقيمين في المغادرة، رغم أن بعضهم حافظوا على الإقامة في إسبانيا بسبب الظروف السيئة في بلدهم الأصلي. إجمالاً، وصلت إسبانيا في أوائل عام 2013 إلى سجل بطالة غير مسبوق بلغ حوالي 27٪.

#### أزمة الشباب
خلال أوائل التسعينيات من القرن الماضي، شهدت إسبانيا فترة من الأزمة الاقتصادية نتيجة لحلقة اقتصادية أكبر في جميع أنحاء أوروبا أدت إلى ارتفاع معدلات البطالة. وجد العديد من الشباب في إسبانيا أنفسهم محاصرين في حلقة من الوظائف المؤقتة، مما أدى إلى إنشاء فئة ثانوية من العمال من خلال تخفيض الأجور والاستقرار الوظيفي وفرص التقدم. نتيجة لذلك، هاجر العديد من الإسبان، ومعظمهم من الشباب غير المتزوجين، إلى بلدان أخرى من أجل متابعة فرص العمل ورفع مستواهم المعيشي،  الذي ترك فقط كمية صغيرة من الشباب يعيشون تحت خط الفقر في إسبانيا. شهدت إسبانيا أزمة اقتصادية أخرى خلال الألفينيات من القرن الماضي، والتي أدت أيضًا إلى ارتفاع عدد المواطنين الأسبان الذين هاجروا إلى البلدان المجاورة مع مزيد من الاستقرار الوظيفي والوقوف الاقتصادي الأفضل. لا تزال البطالة بين الشباب مصدر قلق في إسبانيا، مما دفع الباحثين مثل أنيتا وولف إلى اقتراح أن إسبانيا يمكن أن تقلل من البطالة عن طريق جعل برامج سوق العمل والمساعدة في البحث عن عمل في متناول الشباب الأكثر حرمانًا. وقد افترضت أيضًا أن هذا من شأنه أن يحسن سوق العمل الشبابي الضعيف في إسبانيا، حيث أن المشكلات مع المدرسة للعمل الانتقالي جعلت من الصعب العثور على عمل طويل الأجل. كحل، اقترح Wölfl إجراء تحسينات عن طريق مواءمة مهاراتهم مع الشركات.

#### انتعاش العمالة
في مايو 2012، تم إجراء إصلاح جذري للعمالة من أجل سوق عمل أكثر مرونة، مما يسهل تسريح العمال بهدف تعزيز ثقة الشركات. بحلول الربع الثاني من عام 2014، كان الاقتصاد الإسباني قد عكس اتجاهه السلبي وبدأ في خلق وظائف لأول مرة منذ عام 2008.
بدأ هذا اتجاهًا لوضع سجلات توظيف إيجابية متتالية. كان انعكاس الربع الثاني مفاجئًا وغير عادي بالنظر إلى أن عدد الوظائف التي تم إنشاؤها سجل رقما إيجابيا مطلقا حيث تم الاحتفاظ بإحصائيات التوظيف الفصلية هذه (تبدأ السلسلة في عام 1964). بدا أن الإصلاح العمالي يلعب دورًا مهمًا؛ أحد الأدلة التي تم الاستشهاد بها هي أن أسبانيا قد بدأت في خلق وظائف بمعدلات أقل لنمو الناتج المحلي الإجمالي مقارنة بالفترة السابقة: في الدورات السابقة، ارتفع التوظيف عندما وصل النمو إلى 2 ٪، وهذه المرة جاء المكسب خلال عام عندما زاد الناتج المحلي الإجمالي بنسبة 1.2 ٪ فقط.
على الجانب الآخر، تنتقد النقابات العمالية وأحزاب اليسار واليسار الإصلاح وتريد إلغاؤه، على أساس أنه يميل ميزان القوى بعيدا عن أصحاب العمل. إلى جانب ذلك، فإن معظم العقود الجديدة مؤقتة.
نمو الناتج المحلي الإجمالي أكبر من المتوقع مهد الطريق لمزيد من الانخفاض في معدل البطالة. منذ عام 2014، تسجل إسبانيا انخفاضًا سنويًا ثابتًا في أرقام البطالة الرسمية. خلال عام 2016، شهدت البطالة في إسبانيا أكبر انخفاض على الإطلاق حتى الآن. بحلول نهاية ذلك العام، كانت أسبانيا قد استعادت 1.7 مليون من أكثر من 3.5 مليون وظيفة فقدت خلال فترة الركود. بحلول الربع الأخير من عام 2016، انخفضت البطالة الإسبانية إلى 18.6 ٪، وهو أدنى معدل في سبع سنوات. في أبريل 2017، سجلت الدولة أكبر انخفاض في طالبي البطالة لمدة شهر واحد في السلسلة التاريخية بأكملها حتى الآن. خلق فرص العمل تسارع. في هذا الصدد، كان مايو 2017 أفضل مايو حتى الآن من حيث انتماءات الضمان الاجتماعي منذ أن بدأ هذا السجل في عام 2001 وخلال ذلك الشهر انخفضت مطالبات العاطلين عن العمل إلى أدنى رقم منذ يونيو 2009.
عند 17.2 ٪ في الربع الثاني من عام 2017، انخفضت البطالة إلى أقل من 4 ملايين للمرة الأولى منذ عام 2008،  حيث شهدت البلاد أكبر انخفاض فصلي في البطالة على الإطلاق حتى الآن (بدأت السلسلة في عام 1964). في عام 2018، بمعدل 14.6 ٪ لم يتجاوز معدل البطالة عتبة 15 ٪ لأول مرة منذ عام 2008 عندما بدأت الأزمة.
في عام 2019، زادت حكومة بيدرو سانشيز الاشتراكية الحد الأدنى للأجور بنسبة 22 ٪ في محاولة لزيادة التوظيف وتشجيع الإنفاق. جادل أعضاء المعارضة بأن هذه الزيادة من 736 يورو إلى 900 يورو شهريًا ستؤثر سلبًا على 1.2 مليون عامل بسبب عدم قدرة أرباب عملهم على تغطية الزيادة المذكورة أعلاه.

### تخفيض أموال الاتحاد الأوروبي
انخفضت مساهمات رأس المال من الاتحاد الأوروبي، والتي ساهمت بشكل كبير في التمكين الاقتصادي لإسبانيا منذ انضمامها إلى المجموعة الاقتصادية الأوروبية، انخفاضًا كبيرًا منذ عام 1990 بسبب التقييس الاقتصادي فيما يتعلق بالبلدان الأخرى وآثار توسيع الاتحاد الأوروبي. من ناحية، تنتشر الآن الأموال الزراعية من السياسة الزراعية المشتركة للاتحاد الأوروبي (CAP) عبر المزيد من البلدان.
من ناحية أخرى، مع توسيع الاتحاد الأوروبي لعامي 2004 و2007 ، انضمت الدول الأقل نمواً إلى الاتحاد الأوروبي، مما خفض متوسط دخل الفرد (أو نصيب الفرد من الناتج المحلي الإجمالي)، بحيث أصبحت المناطق الإسبانية التي كانت تعتبر أقل نسبياً المتقدمة، أصبح في المتوسط الأوروبي أو حتى فوقه. أصبحت إسبانيا تدريجياً مساهماً صافياً في تمويل أقل البلدان نمواً في الاتحاد بدلاً من تلقي الأموال.

### الانتعاش الاقتصادي (2014-)
مع زيادة بنسبة 3.2 ٪ في عام 2015، كان نمو الناتج المحلي الإجمالي الإسباني هو الأعلى بين اقتصادات الاتحاد الأوروبي الأكبر في ذلك العام. خلال عامين فقط (2014-2015)، استعاد الاقتصاد الإسباني 85٪ من الناتج المحلي الإجمالي المفقود خلال فترة الركود 2009-2013،  مما جعل بعض المحللين الدوليين يشيرون إلى الانتعاش الحالي في إسبانيا على أنه «واجهة لجهود الإصلاح الهيكلي».
بحلول الربع الثاني من عام 2016، كان الاقتصاد الإسباني قد تراكم 12 ربعًا متتاليًا من النمو، وتمكن من التفوق باستمرار على بقية منطقة اليورو. استمر هذا النمو، مع تفوق الاقتصاد الأسباني على التوقعات ونموه بنسبة 3.2 في المائة في عام 2016، وهو ضعف معدل متوسط منطقة اليورو تقريبًا.
في وقت لاحق، في الربع الثاني من عام 2017، استردت إسبانيا إجمالي الناتج المحلي المفقود خلال الأزمة الاقتصادية، متجاوزة لأول مرة مستوى الإنتاج الذي تم التوصل إليه في عام 2008. من المتوقع أن يظل الاقتصاد الإسباني هو الاقتصاد الرئيسي الأفضل أداءًا في منطقة اليورو أيضًا في عام 2017.
إن التجارة الدولية هي أحد الدوافع الرئيسية للانتعاش الاقتصادي، والتي أشعلتها بدورها مكاسب هائلة في إنتاجية العمالة. خلال الأزمة الاقتصادية، خفضت إسبانيا بشكل كبير الواردات، وزادت الصادرات واستمرت في جذب أعداد متزايدة من السياح ؛ نتيجة لذلك، بعد ثلاثة عقود من إدارة العجز التجاري، حققت البلاد في عام 2013 فائضًا تجاريًا  والذي تعزز خلال عامي 2014 و2015. ارتفعت الصادرات، من حوالي 25 ٪ (2008) إلى 33 ٪ من الناتج المحلي الإجمالي (2016) على خلفية تخفيض قيمة العملة الداخلية (فاتورة الأجور في البلاد إلى النصف في الفترة 2008-2016)، والبحث عن أسواق جديدة وخفيفة مؤخرا انتعاش الاقتصاد الأوروبي.

## البيانات
يوضح الجدول التالي المؤشرات الاقتصادية الرئيسية في الفترة 1980-2017. التضخم تحت 2 ٪ باللون الأخضر.

## النظام المصرفي
لعبت المصارف التجارية الإسبانية الخاصة دورًا رئيسيًا في التنمية الاقتصادية في إسبانيا، مستفيدة من دورها كدائن للدولة في القرن التاسع عشر، ومن قدرتها على تسييل الدين العام، ومن الترتيبات الاحتكارية التي فرضتها الدولة والتي استمرت منذ بداية القرن العشرين. حتى أواخر الثمانينيات، عندما فرضت القواعد الأوروبية تحرير القطاع. وقد قيل إن المعاملة المواتية التي تلقتها البنوك التجارية الإسبانية الرئيسية وعلاقتها الوثيقة ببنك إسبانيا (Banco de España) بعد نهاية نظام فرانكو سمحت للشراكة بين القطاعين العام والخاص بإعادة هيكلة البنوك التجارية الكبيرة إلى بنكين كبيران (Santander وBBVA) بهدف إعداد المؤسسات الخاصة للمنافسة الدولية والتوسع الخارجي بمجرد دمج السوق المصرفية الأوروبية في عام 1992  إلى جانب هذه التجارة المالية التي تعود بالنفع على القطاع المصرفي التجاري، سمحت الجهات التنظيمية الإسبانية أيضًا توسع هائل في بنوك الادخار غير الربحية التي ترعاها الحكومات الإقليمية والتي أصبحت معرضة بشدة لقطاع الرهن العقاري وقطاعات التطوير العقاري خلال الطفرة الاقتصادية الإسبانية في الفترة 1999-2007.
قبل عام 2010، تم اعتماد النظام المصرفي الأسباني كواحد من أكثر النظم المصرفية الغربية قوةً في مواجهة أزمة السيولة المستمرة في جميع أنحاء العالم، وذلك بفضل القواعد والممارسات المصرفية المحافظة في البلاد. كان مطلوبًا من البنوك أن يكون لديها مخصصات رأسمالية عالية وأن تطلب ضمانات وأوراقًا مالية متنوعة من المقترضين المقصودين. سمح هذا للبنوك، وخاصة البنوك الكبيرة المتنوعة جغرافيا وصناعيًا مثل BBVA وSantander، بالتغلب على انكماش العقارات بشكل أفضل من المتوقع. في الواقع، تمكنت البنوك التجارية الكبرى في إسبانيا من الاستفادة من موقعها القوي في شراء الأصول المصرفية المتعثرة في أماكن أخرى في أوروبا والولايات المتحدة.
ومع ذلك، مع الأزمة غير المسبوقة لأزمة الإسكان في البلاد، كانت بنوك الادخار المحلية الأصغر حجماً («كاجاس») تؤخر تسجيل القروض الرديئة، خاصة تلك المدعومة من المنازل والأراضي، لتجنب إعلان الخسائر. في يونيو 2009، أنشأت الحكومة الإسبانية صندوق الإنقاذ المصرفي وإعادة الإعمار، Fondo de reestructuración ordenada bancaria (FROB)، والمعروف باللغة الإنجليزية باسم «صندوق إعادة هيكلة البنك المنظم». في هذه الحالة، كان تدخل الدولة لمصارف الادخار المحلية بسبب مخاطر التخلف عن السداد أقل من المخاوف. في 22 مايو 2010، استحوذت Banco de España على "CajaSur"، كجزء من برنامج وطني لوضع البنوك الصغيرة في البلاد على أساس مالي ثابت. في ديسمبر 2011، استولى البنك المركزي الأسباني، Banco de España (ما يعادل الاحتياطي الفيدرالي الأمريكي)، على "Caja Mediterraneo"، المعروف أيضًا باسم CAM، (البنك الإقليمي) لمنع انهياره المالي. [بحاجة لمصدر أفضل] قدرت شركة المحاسبة الدولية، PriceWaterhouseCooper، خللاً في التوازن بين أصول CAM والديون بقيمة 3,500 مليون يورو، دون حساب المؤسسة الصناعية. بلغ الوضع المضطرب ذروته مع التأميم الجزئي لـ Bankia في مايو 2012. بحلول ذلك الوقت، أصبح من الواضح أن الخسائر العقارية المتزايدة لبنوك الادخار تقوض الثقة في السندات الحكومية في البلاد، مما يؤدي إلى تفاقم أزمة الديون السيادية.
في أوائل يونيو 2012، طلبت إسبانيا تمويلًا أوروبيًا بقيمة 41 مليار يورو  «لإعادة رسملة البنوك الإسبانية التي تحتاجها». لم تكن خطة إنقاذ من حيث أنها كانت تقتصر على أجزاء من الأعمال المصرفية (خطة إنقاذ كاملة لاقتصاد بلغ حجم الإسبان يصل إلى عشرة أو اثني عشر ضعف هذا المبلغ). في مقابل المساعدات، لم يكن هناك أي ضرائب أو شروط الاقتصاد الكلي. الفائدة من القرض ستدفع للبنوك نفسها. سيشرف صندوق النقد الدولي على هذه الخطة، والتي لن تضع أي أموال. وفقًا لبيان وزراء المالية الأوروبيين، ستراقب مجموعة اليورو عن كثب «تصحيح الاختلالات الاقتصادية».
اعتبارًا من عام 2017، قدرت تكلفة إعادة هيكلة بنوك الادخار المفلسة في إسبانيا بمبلغ 60.7 مليار يورو، منها حوالي 41.8 مليار يورو من قبل الدولة من خلال FROB والباقي من قبل القطاع المصرفي. لن يتم فهم التكلفة الإجمالية بالكامل حتى يتم خصخصة هؤلاء المقرضين الذين لا تزال تحت سيطرة الدولة (Bankia وBMN) مؤخرًا. في هذا الصدد، تدرس إسبانيا بحلول أوائل عام 2017 اندماج كلا البنكين ثم تقوم بخصخصة البنك الموحد لاسترداد ما يقدر بنحو 400 مليون يورو من تكاليف خطة الإنقاذ.
خلال فترة التحول هذه، اندمجت معظم بنوك الادخار الإقليمية مثل CAM، وCatalunya Banc، وBanco de Valencia، وNovagalicia Banco، وUnnim Banc، أو Cajasur  منذ ذلك الحين و/ أو تم استيعابها من قبل البنوك الإسبانية الأكبر والأكثر عالمية، والتي فرضت ممارسات إدارية أفضل والقضاء على التدخل السياسي.

## الأسعار
بسبب نقص الموارد الخاصة بها، يتعين على إسبانيا استيراد جميع أنواع الوقود الأحفوري. إضافة إلى ذلك، وحتى أداء أزمة عام 2008، أظهر الأداء الأخير لإسبانيا ميلًا تضخميًا وفجوة تضخمية مقارنة ببلدان الاتحاد النقدي الأوروبي الأخرى، مما أثر على الإنتاجية الإجمالية للبلاد. علاوة على ذلك، عندما انضمت إسبانيا إلى منطقة اليورو، فقدت اللجوء إلى اللجوء إلى تخفيض قيمة العملة التنافسية، مما يعرضها لخسارة دائمة وتراكمية للمنافسة بسبب التضخم. في سيناريو أسعار النفط القياسية بحلول منتصف عام 2000، كان هذا يعني ضغطًا كبيرًا على معدل التضخم. في يونيو 2008، بلغ معدل التضخم أعلى مستوى في 13 عامًا عند 5.00٪.
بعد ذلك، مع الانخفاض الحاد في أسعار النفط الذي حدث في النصف الثاني من عام 2008 بالإضافة إلى الانفجار الواضح للفقاعة العقارية، تحولت المخاوف سريعًا إلى خطر الانكماش، حيث سجلت إسبانيا في يناير 2009 أدنى معدل تضخم لها في 40 سنوات، تليها فترة وجيزة، في مارس 2009 بمعدل تضخم سلبي لأول مرة منذ بدء جمع هذه الإحصاءات. بعد ذلك، وبخلاف الصدمات الطفيفة المؤقتة للنفط، تذبذب الاقتصاد الإسباني بشكل عام بين معدلات تضخم سلبية إلى ما يقرب من الصفر خلال فترة 2009 - أوائل عام 2016. يعتقد المحللون أن هذا لم يكن مرادفًا للانكماش، نظرًا لحقيقة أن إجمالي الناتج المحلي كان ينمو منذ عام 2014، فقد انتعش الاستهلاك المحلي أيضًا، خاصة وأن التضخم الأساسي ظل إيجابيًا إلى حد ما.
في الواقع، مع تلاشي تأثير أسعار الوقود أرخص واستعادة الانتعاش الاقتصادي،  عاد التضخم المعتدل في منطقة 1-2 ٪ في عام 2017.

## القوة الاقتصادية
منذ التسعينيات، اكتسبت بعض الشركات الإسبانية مكانة متعددة الجنسيات، وغالبًا ما توسعت أنشطتها في أمريكا اللاتينية القريبة من الناحية الثقافية. اسبانيا هي ثاني أكبر مستثمر أجنبي هناك، بعد الولايات المتحدة. توسعت الشركات الإسبانية أيضًا في آسيا، وخاصة الصين والهند. هذا التوسع العالمي المبكر هو ميزة تنافسية على منافسيها وجيرانها الأوروبيين. قد يكون السبب في المقام الأول هو الاهتمام المتزايد باللغة والثقافة الإسبانية في آسيا وإفريقيا، ولكن أيضًا ثقافة الشركات التي تعلمت المخاطرة في الأسواق غير المستقرة.
الشركات الاسبانية استثمرت في مجالات مثل تجارة الطاقة المتجددة (ايبردرولا هو أكبر مشغل في العالم للطاقة المتجددة )، وشركات التكنولوجيا مثل تليفونيكا، أبينجوا، مؤسسة موندراغون، موفيستار، جاميسا، Hisdesat، إندرا، مصنعي القطارات مثل CAF، TALGO والشركات العالمية مثل شركة الغزل والنسيج Inditex وشركات البترول مثل Repsol والبنية التحتية، مع ست من أكبر عشر شركات بناء دولية متخصصة في النقل كونها إسبانية، مثل Ferrovial وAcciona وACS وOHL وFCC.
إسبانيا مجهزة بنظام مصرفي قوي، بما في ذلك بنكين عالميين مهمين، بانكو سانتاندر وBBVA

### بنية تحتية
في الإصدار 2012-2013 من تقرير التنافسية العالمية، احتلت إسبانيا المرتبة العاشرة في العالم من حيث البنية التحتية من الدرجة الأولى. إنها الدولة الخامسة في الاتحاد الأوروبي التي تتمتع بأفضل بنية أساسية وتتفوق على دول مثل اليابان أو الولايات المتحدة. على وجه الخصوص، تعتبر البلاد رائدة في مجال السكك الحديدية عالية السرعة، حيث طورت ثاني أطول شبكة في العالم (فقط خلف الصين) وقيادة مشاريع عالية السرعة مع التكنولوجيا الإسبانية في جميع أنحاء العالم.
تتصدر شركات الامتياز في مجال البنية التحتية الإسبانية 262 بنية تحتية للنقل في جميع أنحاء العالم، تمثل 36٪ من الإجمالي، وفقًا لأحدث التصنيفات التي جمعتها نشرة Public Works Financing. تحتل أهم ثلاث شركات إسبانية عالمية: ACS وGlobal Vía وAbertis، وفقًا لتصنيف الشركات حسب عدد الامتيازات للطرق والسكك الحديدية والمطارات والموانئ قيد الإنشاء أو التشغيل في أكتوبر 2012. بالنظر إلى الاستثمار، فإن أول شركة امتياز للبنية التحتية في العالم هي شركة Ferrovial-Cintra، التي تبلغ قيمتها 72000 مليون يورو، تليها شركة ACS عن كثب، بمبلغ 70200 مليون. من بين العشرة الأوائل في العالم أيضا Sacyr الإسبانية (21500 مليون)، FCC وGlobal Vía (مع 19400 مليون) وOHL (17870 مليون).
خلال عام 2013، وقعت شركات الهندسة المدنية الإسبانية عقودًا في جميع أنحاء العالم بمبلغ إجمالي قدره 40 مليار يورو، وهو رقم قياسي جديد للصناعة الوطنية.
ميناء فالنسيا في إسبانيا هو أكثر المطارات ازدحاما في حوض البحر الأبيض المتوسط، الخامس الأكثر ازدحاما في أوروبا و30 في العالم. هناك أربعة موانئ إسبانية أخرى في ترتيب أفضل 100 موانئ بحرية عالمية ؛ نتيجة لذلك، ترتبط إسبانيا باليابان في المرتبة الثالثة من بين الدول التي تتصدر هذا الترتيب.

### الصادرات تنمو باطراد
خلال سنوات الطفرة، حققت إسبانيا عجزًا تجاريًا بلغ في نهاية المطاف مستوى ا قياسيًا يعادل 10٪ من الناتج المحلي الإجمالي (2007)  والدين الخارجي ارتفع إلى ما يعادل 170٪ من الناتج المحلي الإجمالي، وهو أحد أعلى المعدلات بين الاقتصادات الغربية. بعد ذلك، خلال فترة الركود الاقتصادي، خفضت إسبانيا بشكل كبير الواردات بسبب انكماش الاستهلاك المحلي بينما - على الرغم من التباطؤ العالمي - فقد زادت الصادرات واستمرت في جذب أعداد متزايدة من السياح. نمت الصادرات الإسبانية بنسبة 4.2 ٪ في عام 2013، وهو أعلى معدل في الاتحاد الأوروبي. نتيجة لذلك، بعد ثلاثة عقود من إدارة العجز التجاري، حققت إسبانيا في عام 2013 فائضا تجاريا. كان نمو الصادرات مدفوعًا بالسلع الرأسمالية وقطاع السيارات وكان من المتوقع أن يصل الفائض إلى 2.5٪ من الناتج المحلي الإجمالي في عام 2014. بلغت الصادرات في عام 2014 34 ٪ من الناتج المحلي الإجمالي، مرتفعة من 24 ٪ في عام 2009. تم دمج الفائض التجاري الذي تحقق في عام 2013 في عامي 2014 و2015.
على الرغم من الانخفاض الطفيف في الصادرات من الدول الأعضاء في الاتحاد الأوروبي في نفس الفترة، استمرت الصادرات الإسبانية في النمو، وفي النصف الأول من عام 2016، تجاوزت البلاد سجلها الخاص حتى الآن في تصدير السلع بمبلغ 128,041 مليون يورو ؛ من المجموع، تم تصدير ما يقرب من 67 ٪ إلى دول الاتحاد الأوروبي الأخرى. خلال هذه الفترة نفسها، من بين 70 عضوًا في منظمة التجارة العالمية (التي تضم اقتصاداتها مجتمعة 90٪ من الناتج المحلي الإجمالي العالمي)، كانت إسبانيا هي الدولة التي نمت صادراتها أكثر من غيرها.
في عام 2016، بلغت صادرات السلع أعلى مستوياتها التاريخية على الرغم من التباطؤ العالمي في التجارة، والتي تمثل 33 ٪ من إجمالي الناتج المحلي (بالمقارنة، تمثل الصادرات 12 ٪ من الناتج المحلي الإجمالي في الولايات المتحدة ، 18 ٪ في اليابان ، 22 ٪ في الصين أو 45 ٪ في ألمانيا).
إجمالاً، بحلول عام 2017، ارتفعت المبيعات الأجنبية كل عام منذ عام 2010، مع وجود درجة من استبدال الواردات غير المخطط لها - وهذا إنجاز غير عادي بالنسبة لإسبانيا عندما تكون في مرحلة توسعة - مما يشير إلى مكاسب تنافسية هيكلية. وفقًا لأحدث بيانات عام 2017، فإن حوالي 65٪ من صادرات البلاد تذهب إلى أعضاء الاتحاد الأوروبي الآخرين.

## قطاعات الاقتصاد
مؤشر سوق الأسهم الاسباني القياسي هو IBEX 35، والذي يتصدر منذ عام 2016 البنوك (بما في ذلك Banco Santander وBBVA) والملابس (Inditex) والاتصالات (Telefónica) والطاقة (Iberdrola).

### التجارة الخارجية
تقليديا حتى عام 2008، كانت معظم الصادرات والواردات من إسبانيا مع دول الاتحاد الأوروبي: فرنسا، ألمانيا، إيطاليا، المملكة المتحدة والبرتغال.
في السنوات الأخيرة، لجأت التجارة الخارجية إلى خارج الاتحاد الأوروبي. العملاء الرئيسيون لإسبانيا هم أمريكا اللاتينية وآسيا (اليابان والصين والهند) وأفريقيا (المغرب والجزائر ومصر) والولايات المتحدة. الشركاء التجاريون الرئيسيون في آسيا هم اليابان، الصين، كوريا الجنوبية، تايوان. في إفريقيا، تعد الدول المنتجة للنفط (نيجيريا والجزائر وليبيا) شركاء مهمين وكذلك المغرب. بلدان أمريكا اللاتينية شركاء تجاريون مهمون جدًا، مثل الأرجنتين والمكسيك وكوبا (السياحة) وكولومبيا والبرازيل وشيلي (المنتجات الغذائية) والمكسيك وفنزويلا والأرجنتين (البترول). 
بعد الأزمة التي بدأت في عام 2008 وسقوط السوق المحلية، أسبانيا (منذ عام 2010)، تحولت إلى الخارج على نطاق واسع مما أدى إلى زيادة كميات الصادرات والتصدير. لقد تنوعت وجهاتها التقليدية ونمت بشكل كبير في مبيعات منتجات التكنولوجيا المتوسطة والعالية، بما في ذلك الأسواق ذات القدرة التنافسية العالية مثل الولايات المتحدة وآسيا. 
| الواردات إلى إسبانيا 2015 | الواردات إلى إسبانيا 2015    | الواردات إلى إسبانيا 2015  | الواردات إلى إسبانيا 2015 | الواردات إلى إسبانيا 2015 |
| تصنيف                     | بلد                          | القيمة (بالدولار الأمريكي) | ٪                         |                           |
| ------------------------- | ---------------------------- | -------------------------- | ------------------------- | ------------------------- |
|                           | العالمية                     | $ 305،266MM                | 100.0٪                    |                           |
| 1                         | ألمانيا                      | $ 39،854MM                 | 13.1٪                     |                           |
| 2                         | فرنسا                        | $ 33،031MM                 | 10.8٪                     |                           |
| 3                         | الصين                        | $ 26،474MM                 | 8.7٪                      |                           |
| 4                         | إيطاليا                      | $ 19،241MM                 | 6.3٪                      |                           |
| 5                         | الولايات المتحدة الامريكانية | $ 14،247MM                 | 4.7٪                      |                           |
| 6                         | المملكة المتحدة              | $ 13،966MM                 | 4.6٪                      |                           |
| 7                         | هولندا                       | $ 12،706MM                 | 4.2٪                      |                           |
| 8                         | البرتغال                     | $ 11،901MM                 | 3.9٪                      |                           |
| 9                         | بلجيكا                       | $ 7،849MM                  | 2.6٪                      |                           |
| 10                        | الجزائر                      | $ 7،198MM                  | 2.4٪                      |                           |

| الصادرات من اسبانيا لعام 2015 | الصادرات من اسبانيا لعام 2015 | الصادرات من اسبانيا لعام 2015 | الصادرات من اسبانيا لعام 2015 | الصادرات من اسبانيا لعام 2015 |
| تصنيف                         | بلد                           | القيمة (بالدولار الأمريكي)    | ٪                             |                               |
| ----------------------------- | ----------------------------- | ----------------------------- | ----------------------------- | ----------------------------- |
|                               | العالمية                      | $ 278،122MM                   | 100.0٪                        |                               |
| 1                             | فرنسا                         | $ 42،998MM                    | 15.5٪                         |                               |
| 2                             | ألمانيا                       | $ 30،077MM                    | 10.8٪                         |                               |
| 3                             | إيطاليا                       | $ 20،758MM                    | 7.5٪                          |                               |
| 4                             | المملكة المتحدة               | $ 20،258MM                    | 7.3٪                          |                               |
| 5                             | البرتغال                      | $ 19،914MM                    | 7.2٪                          |                               |
| 6                             | الولايات المتحدة الامريكانية  | $ 12،668MM                    | 4.6٪                          |                               |
| 7                             | هولندا                        | $ 8،820MM                     | 3.2٪                          |                               |
| 8                             | بلجيكا                        | $ 7،384MM                     | 2.7٪                          |                               |
| 9                             | المغرب                        | $ 6،811MM                     | 2.5٪                          |                               |
| 10                            | تركيا                         | $ 5،650MM                     | 2.0٪                          |                               |

### السياحة
خلال العقود الأربعة الماضية، نمت صناعة السياحة الأجنبية في إسبانيا لتصبح ثاني أكبر صناعة في العالم. أعلن مسح أجراه عام 2015 المنتدى الاقتصادي العالمي أن صناعة السياحة في البلاد هي الأكثر تنافسية في العالم. كرر مسح 2017 هذه النتيجة.
بحلول عام 2015، ظلت البلاد ثالث أكثر الدول زيارةً في العالم. مع 75.3 مليون زائر، حطمت البلاد في عام 2016 سجلها السياحي الخاص للسنة السابعة على التوالي.
ارتفع حجم العمل من حوالي 40 مليار يورو في عام 2006  إلى حوالي 77 مليار يورو في عام 2016. في عام 2015، بلغت القيمة الإجمالية للسياحة الأجنبية والمحلية ما يقرب من 5 ٪ من الناتج المحلي الإجمالي للبلاد وفرت فرص عمل لنحو مليوني شخص.
يقع مقر المنظمة العالمية للسياحة في مدريد، إسبانيا.

### صناعة السيارات
صناعة السيارات هي واحدة من أكبر أرباب العمل في البلاد. في عام 2015، كانت إسبانيا ثامن أكبر بلد منتج للسيارات في العالم وثاني أكبر منتج للسيارات في أوروبا بعد ألمانيا.
بحلول عام 2016، كانت صناعة السيارات تحقق 8.7 في المائة من الناتج المحلي الإجمالي لإسبانيا، وتوظف حوالي تسعة في المائة من الصناعة التحويلية. بحلول عام 2008، كانت صناعة السيارات ثاني أكثر الصناعات المصدرة  بينما في عام 2015 كان حوالي 80 ٪ من إجمالي الإنتاج للتصدير.
ضخت الشركات الألمانية 4.8 مليار يورو في إسبانيا في عام 2015، مما جعل البلاد ثاني أكبر وجهة للاستثمار الأجنبي المباشر الألماني وراء الولايات المتحدة فقط. حصة الأسد من هذا الاستثمار - 4 مليارات يورو - ذهبت إلى صناعة السيارات في البلاد.

### طاقة

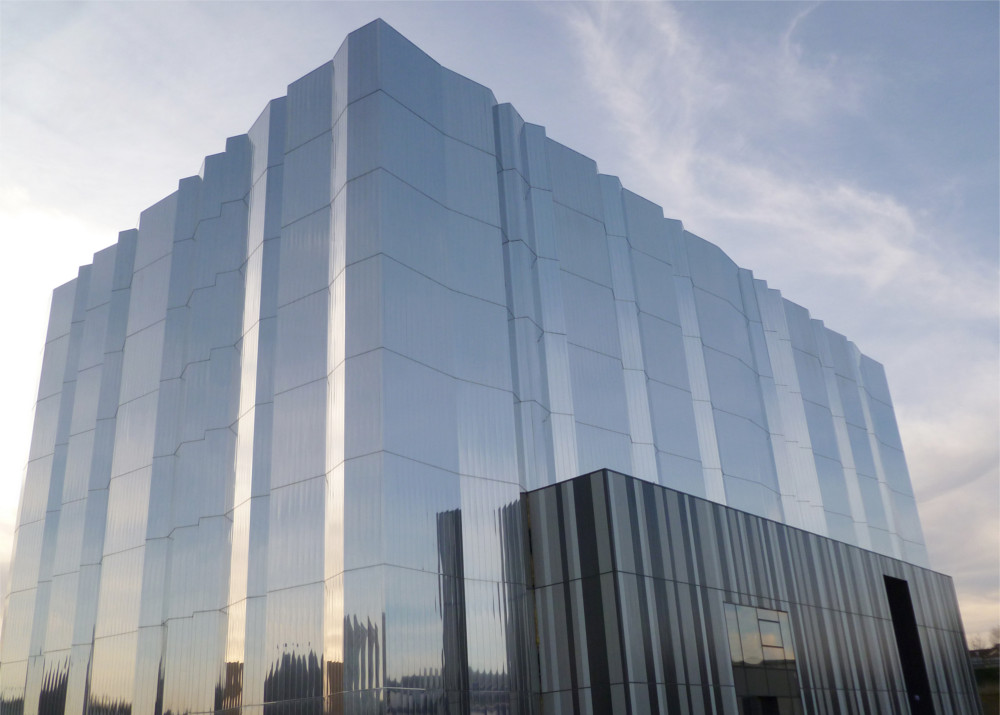
مختبر Arteche عالي الجهد

في عام 2008، كان معدل استهلاك الكهرباء في أسبانيا يبلغ 6523 كيلو واط في الساعة للشخص الواحد. شكل استخدام الكهرباء في إسبانيا 88٪ من متوسط EU15 (EU15: 7,409 كيلو واط ساعة / شخص)، و73٪ من متوسط OECD (8991 كيلو واط / فرد).
تعد إسبانيا واحدة من الشركات الرائدة في العالم في مجال الطاقات المتجددة، كمنتج للطاقة المتجددة بحد ذاتها وكمصدر لهذه التكنولوجيا. في عام 2013، أصبحت أول دولة في العالم تمتلك طاقة الرياح كمصدر رئيسي للطاقة.

### الأعمال الزراعية
كانت الأعمال التجارية الزراعية قطاعًا آخر ينمو بقوة خلال السنوات القليلة الماضية. بما يزيد قليلاً عن 40 مليار يورو، في عام 2015، بلغت صادرات الصناعات الزراعية 3٪ من الناتج المحلي الإجمالي وأكثر من 15٪ من إجمالي الصادرات الإسبانية.
تشكلت الطفرة خلال الفترة 2004-2014، عندما نمت صادرات الصناعات الزراعية في إسبانيا بنسبة 95 ٪ بقيادة لحم الخنزير والنبيذ وزيت الزيتون. بحلول عام 2012، كانت إسبانيا أكبر منتج لزيت الزيتون في العالم، حيث تمثل 50٪ من إجمالي الإنتاج في جميع أنحاء العالم. بحلول عام 2013، أصبحت البلاد أكبر منتج للنبيذ في العالم ؛  في عام 2014  و2015  كانت إسبانيا أكبر مصدر للنبيذ في العالم. ومع ذلك، لا يزال سوء التسويق والهوامش المنخفضة مشكلة، كما يتضح من حقيقة أن المستوردين الرئيسيين لزيت الزيتون والنبيذ الإسباني (إيطاليا  وفرنسا،  على التوالي) يشترون المنتجات الإسبانية السائبة التي يتم تعبئتها وبيعها في ظل التسميات الإيطالية أو الفرنسية، غالبًا لترميز كبير.
إسبانيا هي أكبر منتج ومصدر في الاتحاد الأوروبي من فواكه الحمضيات (البرتقال والليمون والفواكه الحمضية الصغيرة) والخوخ والمشمش. كما أنها أكبر منتج ومصدر للفراولة في الاتحاد الأوروبي.
بقايا الحكم المطلق ثابتة في الزراعة. يظل الملك والكنيسة وأصحاب ألقاب النبلاء هم أصحاب الأراضي الرئيسيين في البلاد، وبالتالي يستفيدون من مساعدات التنمية الإقليمية الأوروبية (1.85 مليون يورو في عام 2003 لصالح دوقة ألبا).

## عمليات الدمج والاستحواذ
بين عامي 1985 و2018 ، تم الإعلان عن 23201 صفقة حيث شاركت الشركات الإسبانية إما كمستحوذ أو كهدف. هذه الصفقات تتراكم بقيمة إجمالية قدرها 1935 مليار. دولار أمريكي (1571.8 مليار دولار). يورو). فيما يلي قائمة بأفضل 10 صفقات بمشاركة إسبانية:
| تاريخ الإعلان | اسم المستحوذ                           | Acquiror Mid Industry   | الأمة المستحوذة | اسم الهدف                     | الهدف منتصف الصناعة         | الهدف الأمة     | قيمة الصفقة (مليون دولار) |
| 10/31/2005    | Telefonica SA                          | خدمات الاتصالات         | إسبانيا         | O2 PLC                        | لاسلكي                      | المملكة المتحدة | 31,659.40                 |
| 04/02/2007    | مجموعة المستثمرين                      | البيانات المالية الأخرى | إيطاليا         | Endesa SA                     | قوة                         | إسبانيا         | 26,437.77                 |
| 05/09/2012    | FROB                                   | البيانات المالية الأخرى | إسبانيا         | Banco Financiero y de Ahorros | البنوك                      | إسبانيا         | 23,785.68                 |
| 2006/11/28    | Iberdrola SA                           | قوة                     | إسبانيا         | السلطة الاسكتلندية PLC        | قوة                         | المملكة المتحدة | 22,210.00                 |
| 02/08/2006    | المطار Dvlp والاستثمار المحدودة        | البيانات المالية الأخرى | إسبانيا         | BAA PLC                       | البنية التحتية لوسائل النقل | المملكة المتحدة | 21,810.57                 |
| 2007/03/14    | شركة التبغ الامبراطوري لما وراء البحار | البيانات المالية الأخرى | المملكة المتحدة | التاديس                       | تبغ                         | إسبانيا         | 17,872.72                 |
| 2004/07/23    | سانتاندر الوسطى Hispano SA             | البنوك                  | إسبانيا         | الدير الوطني PLC              | البنوك                      | المملكة المتحدة | 15,787.49                 |
| 2000/07/17    | فودافون AirTouch PLC                   | لاسلكي                  | المملكة المتحدة | Airtel SA                     | اتصالات أخرى                | إسبانيا         | 14,364.85                 |
| 2012/12/26    | Banco Financiero y de Ahorros          | البنوك                  | إسبانيا         | Bankia SA                     | البنوك                      | إسبانيا         | 14,155.31                 |
| 04/02/2007    | Enel SpA                               | قوة                     | إيطاليا         | Endesa SA                     | قوة                         | إسبانيا         | 13,469.98                 |